# Vöcklabruck
Vöcklabruck (tyskt uttal: [fœklaˈbʁʊk] lyssna (fil)) är en stadskommun i förbundslandet Oberösterreich i norra Österrike. Det är huvudorten i distriktet med samma namn. Kommunen har 12 803 invånare (2024) och består av 18 orter (Ortschaften) (inom parentes invånarantal 1 januari 2024):

- Altwartenburg (14)
- Außerhafling (9)
- Buchleiten (386)
- Dürnau (2 720)
- Dörfl (1 161)
- Freileiten (406)
- Innerhafling (4)
- Kirchberg (20)
- Neuwartenburg (4)
- Oberhaus (61)
- Oberthalheim (52)
- Pfarrerfeld (441)
- Schöndorf (1 915)
- Vornbuch (46)
- Vöcklabruck (3 995)
- Wagrain (1 472)
- Wegscheid (25)
- Ziegelwies (72)

I området finns många industrier. Bland annat grundades 1893 företaget Eternit-Werke L. Hatschek AG som var det första att patentera eternitplattorna i början av 1900-talet.
Staden ligger cirka 10 kilometer norr om den österrikiska motorvägen A1 (via Salzburg och Wien) som är en fortsättning på tyska A8. Strax söder om Vöcklabruck ligger sjöarna i turistområdet Salzkammergut - Traunsee, Attersee, Mondsee och Wolfgangsee varför staden också har turistisk betydelse.